# Akbar Mohammadi
Pour les articles homonymes, voir Mohammadi.
Akbar Mohammadi (en persan : اکبر محمدی), né le 30 mai 1969 à Amol et mort le 27 juillet 2006 à Téhéran, fut un étudiant activiste iranien.

## Biographie
Akbar Mohammadi fut arrêté lors d'une manifestation contre la fermeture du journal persan Salaam à Téhéran en juillet 1999. Il fut initialement condamné à mort par un tribunal révolutionnaire mais cette peine fut réduite à 15 ans de prison. Depuis 1999 plusieurs autres étudiants ont été arrêtés dont son frère Manuchehr qui a été condamné à neuf années d'incarcération. La plupart des étudiants ont subi des traitements cruels et dégradants et affirment également avoir été torturés. Lors de sa première année de détention, Akbar fut soumis de façon répétitive à des exécutions simulées où les gardiens "changeaient d'avis" au dernier moment.
Son frère Manouchehr souffre de sérieux problèmes de santé, en conséquence des mauvais traitements qu'il a reçus en prison.